# Aoi Mac Ollamain
Aoi Mac Ollamain lub Ai – w mitologii irlandzkiej bóg poezji należący do ludu Tuatha de Danaan. Ai był synem Ollomana, który uratował go przed wykonaniem królewskiego dekretu, nakazującego zgładzenie Ai. Dekret króla był odpowiedzią na proroctwo druidów, mówiące że Ai urodzi się wyposażony w specjalne moce.